# Dolyniwka (Bolhrad)
Dolyniwka (ukrainisch Долинівка; russisch Долиновка/Dolinowka, deutsch Gnadental) ist ein Dorf in Bessarabien in der heutigen Ukraine (Oblast Odessa). Südlich des Ortes verläuft der Fluss Kohylnyk, die ehemalige Rajonshauptstadt Arzys befindet sich sieben Kilometer westlich, die Oblasthauptstadt Odessa 101 Kilometer östlich des Ortes.

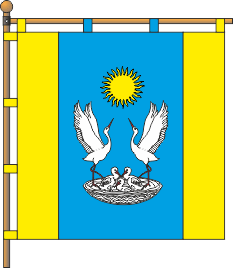
Flagge des Ortes

Am 14. November 1945 erhielt die Ortschaft, welche bis dahin den ukrainischen Namen Hnadental (Гнаденталь) trug ihren heutigen Namen.

## Geschichte
Der Ort liegt in der historischen Landschaft Bessarabien. Das Gebiet von Bessarabien kam 1812 im Frieden von Bukarest vom osmanischen Vasallenstaat Fürstentum Moldau zusammen mit dem Budschak an das Russische Kaiserreich. Die Neuerwerbung wurde als Kolonisationsgebiet behandelt und zunächst dem Generalgouverneur von Neurussland zugeordnet. Zar Alexander I. rief in einem Manifest von 1813 deutsche Kolonisten ins Land, um die neu gewonnenen Steppengebiete in Neurussland zu kolonisieren. Das Gebiet des heutigen Ortes wurde 1822 von Ignaz Lindl vermessen, der zu diesem Zeitpunkt die Errichtung einer Kolonie gleich jener von Sarata plante. Durch seine Ausweisung aus dem Russischen Reich 1822 konnte er dieses Vorhaben jedoch nicht mehr umsetzen. Stattdessen gründeten 1830 deutsche Auswanderer aus Württemberg das Dorf Nummer 19, das gemäß der Bemühungen von Ignaz Lindl zunächst Neu-Sarata genannt wurde. Nachdem der Ausbruch einer Choleraepidemie in der Gegend im Jahre 1831 den Ort verschonte, erhielt der Ort den Namen Gnadenthal (nach 1900 meist Gnadental geschrieben). Der Ort gehört zu den 24 bessarabiendeutschen Mutterkolonien. Sie wurden von Einwanderern gegründet, während Tochterkolonien später von Bewohnern der Mutterkolonien gegründet wurden. 
1918 wurde der Ort ein Teil Rumäniens und blieb dies bis 1940 und noch einmal von 1941 bis 1945. Nach der sowjetischen Besetzung Bessarabiens im Sommer 1940, gedeckt vom Hitler-Stalin-Pakt, schlossen sich die bessarabiendeutschen Ortsbewohner im Herbst 1940 der Umsiedlung ins Deutsche Reich unter dem Motto Heim ins Reich an.
Nach dem Ende des Zweiten Weltkriegs siedelten sich Russen und Ukrainer im Ort an, der Ort selbst wurde in Dolyniwka bzw. russisch Dolinowka umbenannt.
1916 wurde südlich des Ortes die heutige Bahnstrecke Odessa–Basarabeasca errichtet und der Ort erhielt eine Haltestelle, diese trägt noch heute den Namen Hnadental/Gnadental (Гнаденталь).

## Verwaltungsgliederung
Am 12. Juni 2020 wurde das Dorf ein Teil der Landgemeinde Pawliwka; bis dahin bildete es die Landratsgemeinde Dolyniwka (Долинівська сільська рада/Dolyniwka silska rada) im Osten des Rajons Arzys.
Seit dem 17. Juli 2020 ist es ein Teil des Rajons Bolhrad.

## Persönlichkeiten
- Immanuel Baumann (1900–1974), Pfarrer
- Hugo Knauer (1924–2008), deutscher Politiker, Bürgermeister der Stadt Herdecke
- Jakob Kroeker (1872–1948), russlanddeutscher mennonitischer Theologe, Erweckungsprediger Südrusslands, Liederdichter und Autor